# Soya Takahashi
Soya Takahashi (født 29. februar 1996) er en japansk fodboldspiller, som spiller for Umeå FC(2020).
Han spillede i den japanske fodboldklub Sanfrecce Hiroshima.